# Micrurus fulvius
Espèce
Synonymes
- Coluber fulvius Linnaeus, 1766

Statut de conservation UICN

 LC  : Préoccupation mineure
Micrurus fulvius ou serpent arlequin est une espèce de serpents de la famille des Elapidae.

## Répartition

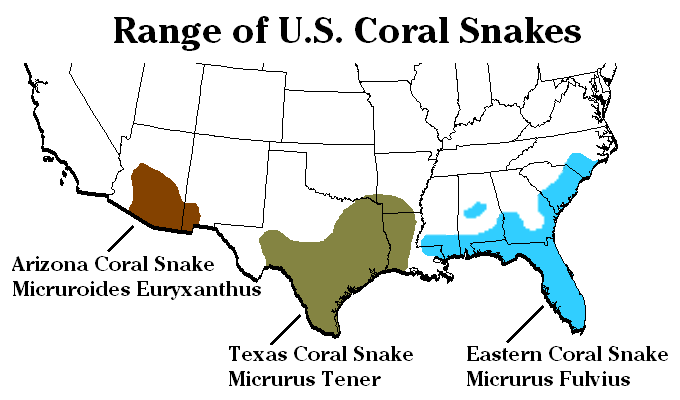
Distribution en bleu clair

Cette espèce est endémique des États-Unis. Elle se rencontre au Texas, en Louisiane, en Arkansas, au Mississippi, en Alabama, en Floride, au Géorgie, en Caroline du Sud et en Caroline du Nord.

## Description

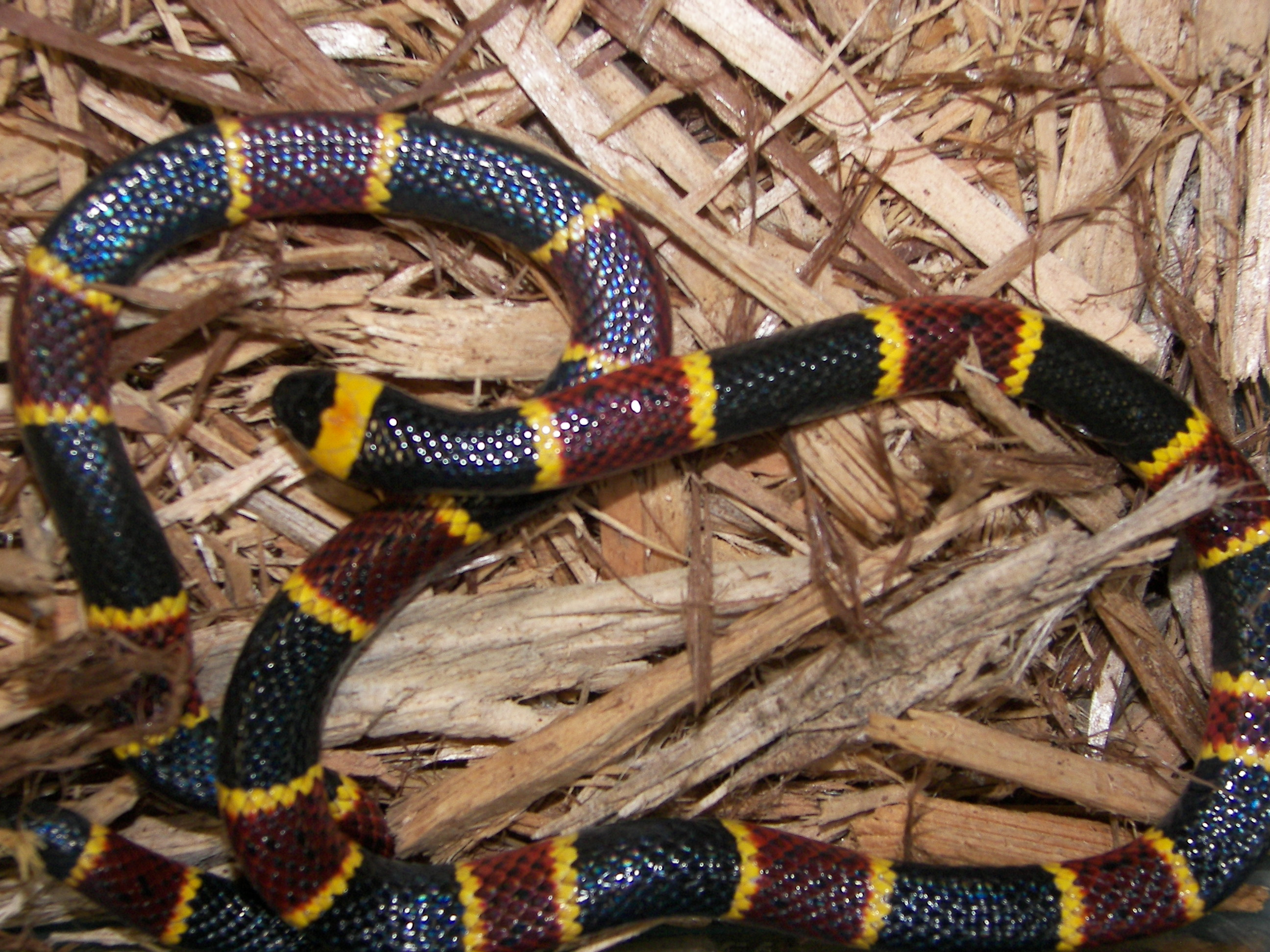
Micrurus fulvius

Micrurus fulvius mesure environ 80 centimètres.

## Publication originale
- Linnaeus, 1766 : Systema naturae per regna tria naturae, secundum classes, ordines, genera, species, cum characteribus, differentiis, synonymis, locis, Tomus I. Editio duodecima, reformata. Laurentii Salvii, Stockholm, Holmiae, p. 1-532 (texte intégral).